# Epica
Epica — нидерландская группа, играющая музыку в стиле симфоник-метал. Визитной карточкой Epica являются женский вокал в сочетании с мужским гроулингом и скримингом, обычно свойственным готик-металу, так называемый дуэт «красавица и чудовище». Также в группе используется струнный оркестр и хор. Была образована в 2003 году ритм-гитаристом и вокалистом Марком Янсеном после его ухода из After Forever.

## История
В конце 2002 года Марк Янсен покинул After Forever из-за творческих разногласий с остальным коллективом и стал собирать музыкантов для своего нового музыкального проекта.
Еще до ухода из After Forever он, вместе с Адом Слюйтером, гитаристом из группы Cassiopeia, организовал сайд-проект, тематика которого была основана на музыке к фильмам.
Поскольку мы оба любим музыку к фильмам, то то, что мы делали, можно было описать именно так. После его ухода из After Forever он попросил меня присоединиться к его новой группе, и вот я здесь.Ад Слюйтер
Кроме Ада Слюйтера, в новую группу, названную Sahara Dust, также вошли басист Ив Хутс из Axamenta, клавишник Кун Янссен и барабанщик Иван Хендрикс.
Вскоре место Ивана Хендрикса занял Деннис Лифланг из Within Temptation. Но и он пробыл в команде недолго, уступив место Йеруну Симонсу, барабанщику из группы Ада Cassiopeia.
В начале 2003 года на место ведущей вокалистки группы Марк пригласил Хелену Михальсен из Trail of Tears, однако вскоре её сменила вокалистка Симона Симонс, на тот момент девушка Янсена. Хелена Михальсен впоследствии основала проект Imperia.
Также в 2003 году название группы было изменено на Epica под впечатлением от альбома Epica группы Kamelot, фанатами которой являются все участники группы. Новое название группы имело 2 значения. Во-первых, это дань группе Kamelot, а во-вторых, Epica — это место во Вселенной, где можно найти ответы на все насущные вопросы. Это значение, которое идеально подходит к содержанию лирики группы.
Epica стала использовать в своей музыке хор из двух мужчин и четырёх женщин, а также струнный оркестр — три скрипки, два альта, две виолончели и контрабас.
Дебютный альбом группы, The Phantom Agony, вышедший в июне 2003 года, продюсировал Саша Паэт, известный по работе с такими коллективами как Angra, Rhapsody of Fire и Kamelot. По некоторым данным, хор, участвовавший в записи альбома, состоял из 6 мужчин и 6 женщин.
Альбом быстро стал популярным в Голландии, а затем и во всей Европе. В поддержку альбома было выпущено три сингла («The Phantom Agony», «Feint», «Cry For The Moon») и проведено полноценное турне.
Кроме того, Epica поучаствовала в ряде фестивалей, в том числе на немецком Wave-Gotik-Treffen, бельгийском Graspop Metal Meeting и турецком Rock The Nations.
В сентябре 2004 года коллектив выпустил свой первый DVD, We Will Take You With Us, представляющий собой live-видео из студии.
Второй альбом группы, названный Consign to Oblivion и вышедший в 2005 году, был написан под влиянием культуры цивилизации майя и таких известных композиторов, пишущих музыку к фильмам, как Ханс Циммер и Дэнни Эльфман. В записи песни альбома принимал участие вокалист Kamelot Рой Хан (песня «Trois Vierges»). В ответ Симона Симонс снялась в промовидео «The Haunting» группы Kamelot. Кроме того, Epica (как группа поддержки) отправилась в тур вместе с Kamelot, продвигавшими свой альбом The Black Halo.
В сентябре 2005 года Epica создала The Score – An Epic Journey — саундтрек к голландскому фильму «Joyride». Марк Янсен сказал об этом альбоме:
Это типичная Epica, только без пения, без гитар, без баса и без ударных.Марк Янсен
В сентябре 2007 года Epica выпустила третий альбом — The Divine Conspiracy. Это первый концептуальный альбом группы. Он завершает начатую ещё After Forever серию песен о религии The Embrace That Smothers (с англ. — «Объятия, которые душат»). Концепция альбома посвящена мировым религиям. По словам музыкантов, этим альбомом они хотят донести до слушателя, что, несмотря на огромное количество верований в нашем мире, люди должны осознать, что суть всех религий в одном. В целом альбом можно охарактеризовать как намного более тяжёлый, но вместе с тем и более готичный. Возросла роль ударных, а гроулинг Марка Янсена присутствует почти во всех песнях.
16 декабря 2008 года гитарист Ад Слютер покинул группу. На своей странице в Myspace он оставил сообщение с причинами ухода из группы, одной из которых было отсутствие времени на сочинение музыки из-за плотного графика выступлений. В январе 2009 года ему была найдена замена в лице Исака Делахайе, ранее игравшего в группе God Dethroned.
4 марта 2009 года группа объявила о своём возвращении в студию для записи новых песен. В апреле было объявлено название следующего альбома — Design Your Universe. Альбом вышел 16 октября того же года.
9 марта 2012 года вышел пятый студийный альбом группы Requiem for the Indifferent.
24 марта 2012 года Ив Хутс сообщил об уходе из Epica. Его заменил Роб ван дер Лоо.
С 1 июля 2013 года группа приостанавливает концертную деятельность в связи с беременностью Симоны. 2 октября 2013 года Симона родила мальчика. Новорожденного назвали Винсент Дж. Палотай.
30 апреля 2014 группа возобновила концертную деятельность и на первом же выступлении представила публике новый альбом.
30 сентября 2016 года состоялся релиз седьмого альбома группы под названием The Holographic Principle.

## Состав
- Симона Симонс (нидерл. Simone Simons) — ведущий вокал
- Марк Янсен (нидерл. Mark Jansen) — ритм-гитара, гроулинг, скриминг
- Исаак Делахайе (нидерл. Isaac Delahaye) — соло-гитара, гроулинг
- Роб ван дер Лоо (нидерл. Rob van der Loo) — бас-гитара
- Кун Янссен (нидерл. Coen Janssen) — синтезатор
- Арьен ван Весенбек (нидерл. Ariën Van Weesenbeek) — ударные, гроулинг, декламация

### Бывшие участники
- Хелена Микаэльсен — вокал
- Йерун Симонс — ударные
- Ад Слюйтер — гитара (2003—2008)
- Ив Хутс — бас-гитара (2002—2012)

## Дискография

### Альбомы
- 2003 — The Phantom Agony
- 2005 — Consign to Oblivion
- 2005 — The Score – An Epic Journey
- 2007 — The Divine Conspiracy
- 2009 — Design Your Universe
- 2012 — Requiem for the Indifferent
- 2014 — The Quantum Enigma
- 2016 — The Holographic Principle
- 2021 — Omega
- 2025 — Aspiral[англ.]

### Мини-альбомы
- 2009 — Epica & Jägermeister Memory Stick
- 2017 — The Solace System
- 2017 — Epica vs Attack on Titan Songs
- 2022 — The Alchemy Project[англ.]

### Концертные альбомы
- 2004 — We Will Take You With Us
- 2009 — The Classical Conspiracy
- 2013 — Retrospect
- 2021 — Omega Alive
- 2022 — Live at Paradiso (записан в 2006)

### Синглы
- 2003 — «The Phantom Agony»
- 2004 — «Feint»
- 2004 — «Cry for the Moon»
- 2005 — «Solitary Ground»
- 2005 — «Quietus (Silent Reverie)»
- 2007 — «Never Enough»
- 2008 — «Chasing the Dragon»
- 2009 — «Unleashed»
- 2009 — «Martyr of the Free Word»
- 2010 — «This is the Time»
- 2012 — «Storm the Sorrow»
- 2012 — «Forevermore»
- 2014 — «The Essence of Silence»
- 2014 — «Unchain Utopia»
- 2016 — «Universal Death Squad»
- 2017 — «The Solace System»
- 2018 — «Beyond The Matrix — The Battle»[12]
- 2020 — «Abyss of Time — Countdown to Singularity»
- 2022 — «The Final Lullaby» (feat. Shining)

### Сборники
- 2006 — The Road to Paradiso
- 2013 — Best Of
- 2020 — The Quantum Enigma B-Sides[итал.]

### Саундтреки
- 2005 — The Score — An Epic Journey

### Видеоклипы
- 2003 — «The Phantom Agony»
- 2004 — «Feint»
- 2005 — «Solitary Ground»
- 2005 — «Solitary Ground (alternative version)»
- 2005 — «Quietus»
- 2007 — «Never Enough (light version)»
- 2007 — «Never Enough (dark version)»
- 2009 — «Unleashed»
- 2010 — «This Is the Time»
- 2012 — «Storm The Sorrow»
- 2012 — «Forevermore» (Ruurd Woltring feat. Epica)
- 2014 — «Victims of Contingency»
- 2015 — «The Obsessive Devotion (LIVE in Russia)»
- 2015 — «The Essence of Silence (LIVE in Brussels)»
- 2015 — «Unchain Utopia (LIVE in Brussels)»
- 2016 — «Universal Death Squad»
- 2016 — «Edge of the Blade»
- 2016 — «Beyond The Matrix»
- 2017 — «The Solace System»
- 2017 — «Immortal Melancholy»
- 2018 — «Decoded Poetry»
- 2018 — «Universal Love Squad»
- 2020 — «Abyss of Time»
- 2020 — «Freedom»
- 2021 — «Rivers»
- 2021 — «The Skeleton key»
- 2024 — «Arcana»
- 2025 — «T.I.M.E.»
- 2025 — «Fight to Survive»